# Veinticinco de Mayo (partido)
Veinticinco de Mayo är en partido i Argentina. Den ligger i provinsen Buenos Aires, i den centrala delen av landet, 200 km sydväst om huvudstaden Buenos Aires. Antalet invånare är 34 877.
Trakten runt Veinticinco de Mayo består till största delen av jordbruksmark. Runt Veinticinco de Mayo är det mycket glesbefolkat, med 7 invånare per kvadratkilometer.